# Conarium
«Conarium» — это приключенческая игра от первого лица в жанре «Лавкрафтовских ужасов», которая вышла в июне 2017 года. Игра вдохновлена повестью «Хребты безумия» Г. Ф. Лавкрафта. Игра разработана турецкой студией Zoetrope Interactive и издана голландской независимой студией Iceberg Interactive. Впоследствии игра была перенесена на Linux и macOS в 2018 году, на PlayStation 4 и Xbox One в 2019 году, и Nintendo Switch в 2021 году.

## Сюжет
Четверо ученых изучают запретные книги и пытаются бросить вызов неведомому, что мы принято считать абсолютно недостижимым для природы. Ученые проводят эксперимент, который позволит им выйти за пределы человеческого сознания с помощью так называемого устройства «Conarium».
Игроку предстоит играть за Фрэнка Джилмана (Frank Gilman), одного из четырех ученых антарктической экспедиции. В начале игры Джилман просыпается в одиночестве на Упуауте (), исследовательской базе, расположенной в Антарктиде. В комнате на столе стоит странное устройство, издающее странные звуки и источающее пульсирующее освещение. Джилман понятия не имеет, что это за устройство и не помнит, что произошло до того, как он потерял сознание.
Исследовательская база оказывается заброшенной и нигде нет следов других ученых. Джилман должен выяснить, что случилось с другими участниками экспедиции, исследуя антарктическую базу и ее окрестности. Во время поисков он испытывает странные видения и сны, которые пробуждают в нем воспоминания, которые он не мог разобрать.

## Процесс
Играть предстоит от первого лица и игроки должен исследовать антарктическую базу, чтобы разгадать тайну того, что случилось с другими участниками экспедиции. Эта цель достигается путем изучения окружающей среды и решения головоломок. Игроки могут находить и просматривать заметки, журналы и другие документы.

## Производство
Conarium был разработана студией Zoetrope Interactive, турецким независимым разработчиком, состоящим из 3 участников: Галип Картоглу, Онур Шамл и Орал Шамл. Ранее они работали над Darkness Within: In Pursuit of Loath Nolder и Darkness Within 2: The Dark Lineage, также опубликованными Iceberg Interactive. Первоначально Conarium был анонсирован как «Горы безумия» в 2015 году. Iceberg Interactive подписали контракт на игру в июле 2016 года. Игра была выпущена 6 июня 2017 года для Microsoft Windows.
Версии для Linux и MacOS были выпущены 5 февраля 2018 года.
Conarium был создан на игровом движке Unreal Engine 4. Игра была положительно воспринята игроками на ПК. 12 февраля 2019 года игра появилась на консолях (PlayStation 4 и Xbox One).

## Оценки
| Сводный рейтинг | Сводный рейтинг |
| Агрегатор       | Оценка          |
| --------------- | --------------- |
| GameRankings    | 68,43 %         |

На сайте Metacritic игра получила «смешанные или средние» отзывы. The Telegraph поставили 4 из 5 звезд и хвалил игру за ее лавкрафтовскую атмосферу: «Редко можно найти бродилку о Мифах Ктулху, которая верно передает ощущения повести, но не возвращается к старым тематикам, и только за это Conarium является обязательной игрой для поклонников щупальцев и многочисленных сверхъестественных приятелей».
Филип Коллар из Polygon поставил игре 7,5 баллов из 10 и отметил, что игра «Conarium могла бы стать более глубоко проработанной, но остается верной духу творчества Лавкрафта».
Крис Шайв из Hardcore Gamer дал игре положительную оценку и обратил внимание на ее саундтрек, отметив, что «саундтрек Conarium создает зловещее настроение ужаса и эффективно передает лавкрафтовский кошмар наяву».
Conarium был показан на фестивале IndieCade 2017. Conarium получил награды «Игра года» и «Лучшая игра для ПК» на церемонии вручения наград Kristal Piksel (Crystal Pixel) Video Game Awards 2017, ежегодной церемонии награждения турецкой игровой индустрии.
Adventure Gamers поставили игре 3,5 звезды из 5. Polygon  поставили игре 7,5 баллов из 10. Push Square поставили игре 7 звезд из 10.